# Bulačani
Bulačani (makedonska: Булачани) är en ort i Nordmakedonien. Den ligger i den centrala delen av landet, 10 kilometer nordost om huvudstaden Skopjes centrum. Bulačani ligger 482 meter över havet och antalet invånare är 1 033.